# Kralovice u Rakovníka
Kralovice u Rakovníka – stacja kolejowa w Kralovicach, w kraju pilzneńskim, w Czechach. Położona jest na wysokości 470 m n.p.m.
Na stacji nie ma możliwości zakupu biletu, a obsługa podróżnych odbywa się w pociągu. 

## Linie kolejowe
- 162 Rakovník - Mladotice